# 札幌厚生病院
札幌厚生病院（さっぽろこうせいびょういん）は、札幌市中央区にある病院。

## 沿革
- 1943年（昭和18年）
  - 3月、「北聯診療所」として開設許可。
  - 12月、北海道農業会に引継ぎ、「北農診療所」と改称。
- 1948年（昭和23年）8月、北海道農業会が解散して北海道厚生農業協同組合連合会（JA北海道厚生連）に改組、「札幌厚生診療所」と改称。
- 1955年（昭和30年）5月、札幌市中央区北4条西1丁目から北4条西7丁目へ移転（北農ビル建築）。
- 1957年（昭和32年）11月、「札幌北農病院」と改称。
- 1958年（昭和33年）11月、看宿別棟に新築し旧宿舎を病室に転用。
- 1961年（昭和36年）12月、建物老朽化のため全面改築。
- 1963年（昭和38年）12月、増築工事。
- 1965年（昭和40年）7月、看護婦宿舎を改修し病室に変更。
- 1967年（昭和42年）5月、共済ビルに共済ビル診療所を開設。
- 1968年（昭和43年）8月、「札幌厚生病院」と改称。
- 1969年（昭和44年）
  - 8月、増改築工事。
  - 11月、総合病院の名称認可（総合病院札幌厚生病院）。
- 1973年（昭和48年）6月、北海道農山漁村健康管理センター新設。
- 1978年（昭和53年）11月、増改築工事。
- 1987年（昭和62年）12月、増改築工事。
- 1994年（平成06年）10月、中央区北4条西7丁目から現在地へ新築移転。
- 1996年（平成08年）8月、地域医療室を設置、札幌市医師会と病病連携・病診連携開始。
- 1999年（平成11年）7月、呼称「総合病院」を削除し「JA北海道厚生連札幌厚生病院」へ変更。
- 2000年（平成12年）8月、増改築工事。
- 2002年（平成14年）3月、共済ビル診療所改築。
- 2003年（平成15年）5月、「日本医療機能評価機構病院機能評価認定」取得。
- 2008年（平成20年）4月、附属診療所の名称を「共済クリニック」と改称。
- 2012年（平成24年）
  - 4月、新館「ウィング」竣工。
  - 5月、緩和ケア病棟開設。
  - 6月、健診センターリニューアル。
- 2013年（平成25年）
  - 1月、化学療法センター開設。
  - 6月、本館改修工事。

## 機関指定
- 臨床研修指定病院（基幹型）
- 地域がん診療連携拠点病院
- 診断群分類包括評価（DPC）対象病院

## 診療科等
診療科
- 糖尿病・内分泌内科
- 血液内科
- 第1消化器内科（胃腸科）
- IBDセンター
- 第2消化器内科（胆膵科）
- 第3消化器内科（肝臓科）
- 神経内科
- 循環器内科
- 呼吸器内科
- 小児科
- 外科
- 化学療法内科
- 心臓血管外科
- 整形外科
- 産婦人科
- 皮膚科
- 泌尿器科
- 耳鼻咽喉科
- 眼科
- 麻酔科
- 放射線科
- 病理診断科
- 健康管理科
- 緩和ケア内科
- 精神科

看護部
薬剤部
内視鏡室

## 施設認定
| 日本内科学会内科認定医制度教育病院                       | 日本糖尿病学会認定教育施設                                     |
| 日本内分泌学会認定教育施設                               | 日本甲状腺学会認定専門医施設                                   |
| 日本消化器病学会認定施設                                 | 日本消化器外科学会専門医修練施設                               |
| 日本消化器内視鏡学会認定指導施設                         | 日本大腸肛門病学会認定施設                                     |
| 日本消化器がん検診学会認定指導施設                       | 日本肝臓学会認定施設                                           |
| 日本消化管学会胃腸科指導施設                             | 日本カプセル内視鏡学会指導施設                                 |
| 日本臨床腫瘍学会認定施設                                 | 日本がん治療認定医機構認定研修施設                             |
| 日本循環器学会認定循環器専門医研修施設                   | 日本呼吸器学会認定施設                                         |
| 日本呼吸器内視鏡学会認定医制度認定施設                   | 日本超音波医学会認定超音波専門医制度研修施設                   |
| 日本神経学会認定教育施設                                 | 日本小児科学会小児科専門医研修施設                             |
| 日本血液学会認定血液研修施設                             | 日本外科学会外科専門医制度修練施設                             |
| 日本脈管学会認定研修指定施設                             | 呼吸器外科専門医合同委員会認定修練施設                         |
| 日本乳癌学会認定医専門医制度認定施設                     | 日本肝胆膵外科学会高度技能医修練施設A                          |
| 日本内分泌・甲状腺外科学会専門医制度認定施設             | 腹部大動脈瘤ステントグラフト実施施設                           |
| 日本心血管インターベンション治療学会研修関連施設         | 下肢静脈瘤に対する血管内レーザー焼灼術の実施基準による実施施設 |
| 3学会構成心臓血管外科専門医認定機構関連施設              | 日本整形外科学会専門医制度研修施設                             |
| 日本産科婦人科学会専門医制度専攻医指導施設               | 日本生殖医学会生殖医療専門医制度認定研修施設                   |
| 婦人科悪性腫瘍化学療法研究機構登録参加認定施設           | 母体保護法医師指定取扱規程による研修機関                       |
| 日本周産期新生児医学会周産期母体・胎児専門医補完研修施設 | 日本皮膚科学会認定専門医研修施設                               |
| 日本泌尿器科学会専門医教育施設                           | 日本透析医学会教育関連施設                                     |
| 日本耳鼻咽喉科学会専門医研修施設                         | 日本眼科学会専門医制度研修施設                                 |
| 日本医学放射線学会放射線科専門医修練機関                 | 日本IVR学会専門医修練施設                                      |
| 日本病理学会研修認定施設B                                | 日本臨床細胞学会認定施設                                       |
| 日本麻酔科学会麻酔科認定病院                             | 日本静脈経腸栄養学会NST稼働施設                                |
| エキスパンダー実施認定施設                               | 人間ドック健診専門医研修施設                                   |

## 新型コロナウイルス感染
- 2020年4月20日、札幌厚生病院では、新たに女性看護師の感染が分かり関連する感染者は6人に増加した。市保健所はクラスターが発生したと説明している[4]。

## アクセス・駐車場
- 北海道中央バス（札幌東営業所）「北3条東7丁目」または「札幌厚生病院前」バス停下車[5]
- 北海道旅客鉄道（JR北海道）苗穂駅から徒歩約5分[5]
- 札幌市営地下鉄東西線バスセンター前駅から徒歩約13分[5]
- 駐車場：426台（うち217台は立体駐車場）